# مجتبی واحدی
سید مجتبی واحدی بُدلا (زادهٔ ۵ شهریور ۱۳۴۳ در قم)، تحلیل‌گر سیاسی، مقاله‌نویس و روزنامه‌نگار ایرانی است. او از سال ۱۳۷۹ تا دی ۱۳۸۸، سردبیر روزنامهٔ آفتاب یزد بود.
مجتبی واحدی پس از حصر خانگی مهدی کروبی در بهمن ماه ۱۳۸۹، به عنوان سخنگو و مشاور ارشد مهدی کروبی در خارج از ایران در حمایت از جنبش سبز فعالیت می‌کرد. وی در سال ۱۳۹۱ از کروبی و جنبش سبز جدا شد. او در نگرش سیاسی خواستار جدایی دین از حکومت و سکولاریسم است. از دیگر سوابق مجتبی واحدی، معاونت وزارت دارایی از سال ۱۳۶۷ و مشاور رسانه‌ای و مطبوعاتی مهدی کروبی در مجلس ششم و انتخابات ریاست جمهوری ایران (۱۳۸۴) بوده است.

## زندگی شخصی
مجتبی واحدی در ۵ شهریور ۱۳۴۳ در شهر قم به دنیا آمد و از ۳ سالگی در محله نارمک تهران ساکن شد. او در دبیرستان علوی تهران تحصیلات دورهٔ متوسطه خود را به پایان رسانید و در رشته مهندسی شیمی گرایش طراحی فرایندهای نفتی از دانشکده مهندسی شیمی دانشگاه صنعتی شریف فارغ‌التحصیل شد. مجتبی واحدی پس از انتخابات ریاست جمهوری ایران و خروج از ایران، در دی ۱۳۸۸ پس از ۱۰ سال سردبیری روزنامه آفتاب یزد، به دلیل جلوگیری از توقیف روزنامه، از سردبیری این روزنامه کناره‌گیری کرد. او در حال حاضر در ایالات متحده آمریکا زندگی می‌کند.

## فعالیت‌ها

### حمایت از جنبش سبز
واحدی پس از اعتراضات جنبش سبز در ۲۵ بهمن ۱۳۸۹، با صدور بیانیه‌هایی به همراه شورای هماهنگی راه سبز امید و اردشیر امیرارجمند، خواستار حضور هواداران جنبش سبز در روزهای ۱ اسفند، ۱۰ اسفند، ۱۷ اسفند و ۲۴ اسفند ۱۳۸۹ در اعتراض به حصر خانگی رهبران جنبش سبز شد.

### جدایی از کروبی و جنبش سبز
واحدی در سال ۱۳۹۱ طی نامه‌ای «خداحافظی با استادم آقای کروبی» از مشاوره برای مهدی کروبی کناره‌گیری کرد. او در بخشی از این نامه، نوشته بود: «خبرهایی به من می‌رسید که نشان می‌داد شما اگر چه نظام مستبد حاکم بر ایران را نه اسلامی می‌دانید و نه نشانه‌ای از جمهوریت در آن سراغ دارید اما در عین حال، بر این باورید که جمهوری اسلامی با قرائت آیت‌الله خمینی، نسخه شفابخش برای ایران عزیز ماست.»

## دیدگاه‌های سیاسی
او در نگرش سیاسی خواستار منتفی شدن کامل دخالت دین در حکومت و سکولاریسم است.

### جنبش اعتراضی مردم ایران و براندازی
مجتبی واحدی معتقد است هرنوع قرائت از جمهوری اسلامی به ضرر ایران و اسلام است و به براندازی کامل نظام اعتقاد دارد.
دیدگاه او در رابطه با جنبش اعتراضی مردم ایران علیه نظام جمهوری اسلامی، تشکیل تشکلی فراگیر موسوم به کنگره ملی است که در آن همهٔ گروه‌ها، تشکل‌ها و کنشگران سیاسی در همه نحله‌های فکری حضور داشته باشند و با ائتلاف با یکدیگر در راستای جنبش اعتراضی علیه حکومت فعالیت کنند.

### رویدادهای پس از انتخابات ۱۳۸۸
در سال ۱۳۹۰، مجتبی واحدی در یکی از مصاحبه‌هایش با سایت خبرنگاران سبز، خواهان تحریم انتخابات و تعیین نوع حکومت از جانب مردم شد و مخالفتش با علی خامنه‌ای، قانون اساسی جمهوری اسلامی ایران و ولایت فقیه را اعلام کرد.